# Petru Cărare
Petru Cărare (n. 13 februarie 1935, Zaim, România – d. 27 mai 2019) a fost un poet, prozator, publicist și dramaturg din Republica Moldova, cunoscut în special ca scriitor pentru copii, dar și ca autor de parodii și epigrame.

## Viață timpurie și educație
S-a născut într-o familie de țărani: Profir Cărare și Nadejda Duca. Clasa întâia (românească) a trecut-o în 1942-43. A urmat școala medie de cultură generală din comuna natală și școala medie din Căușeni, pe care a absolvit-o în 1953. În anul de studii 1953-1954, lucrează, împreună cu Ion Ungureanu, fost coleg de bancă la Zaim, ca profesor de matematică în satul Cîrnățeni.
A absolvit Facultatea de Jurnalistică a Școlii Centrale Comsomoliste din Moscova (1956) și Cursurile superioare de literatură de pe lângă Institutul de Literatură Maksim Gorki⁠(d) din Moscova (1969).

## Activitate profesională

### Debut
După absolvire, a lucrat un scurt timp ca redactor de poezie și proză la Editura „Școala Sovietică”, apoi a fost foiletonist la noua publicație „Chipăruș”.
În 1954-1955 a început să publice versuri lirice și satirice în ziarul „Tinerimea Moldovei”, precum O călătorie prin rai, Seară de vară, O, leliță ș.a. A debutat editorial în 1959 cu traduceri din Poezii de Heinrich Heine. În același an Uniunea Scriitorilor a propus spre editare primul său volum de poezii, Soare cu dinți, dar acesta a fost respins deoarece conținea texte considerate antisovietice, scriitorul condamnând în versuri unele vicii caracteristice acelei perioade. În plus, scriitorul a fost alungat de la „Chipăruș” și trimis în raionul Telenești, unde a editat ziarul „Lupta” în satul Budăi. În 1961 scriitorul a fost angajat ca secretar literar la Teatrul „Luceafărul” din Chișinău.
Cărare și-a publicat prima plachetă de versuri pentru copii Cale bună, Ionele! în 1962, la Editura „Cartea Moldovenească”. În același an îi este permis, după înlăturarea textelor antisovietice, să publice volumul Soare cu dinți. Doi ani mai târziu, a publicat volumul de epigrame și parodii Trandafir sălbatic și în același an a fost acceptat în Uniunea Scriitorilor din Moldova. Până în 1966 a contribuit la ziarul „Moldova socialistă”.

### Confruntarea cu cenzura
În 1967, fiind student la Moscova, și-a schițat primele scenete, iar peste doi ani a terminat prima variantă a comediei umbra Domnului, acceptată în 1970 și montată în regia lui Valeriu Cupcea la Teatrul Academic „A. S. Pușkin”. Piesa a fost jucată în cadrul unui turneu național, dar după cea de-a 30-a montare a fost interzisă. Petru Cărare a continuat să scrie comedii.
În 1971, Cărare a fost numit director al Biroului de propagare a literaturii de pe lângă Uniunea Scriitorilor. În anul următor și-a publicat prima carte de proză, Zodia musafirului. Tot atunci a tipărit volumul de versuri satirice Săgeți, care nu a trecut cenzura și a fost retras la scurt timp din librării, toate exemplarele fiind nimicite, cu excepția unui sac de cărți recuperat de un evreu de la Cimișlia. Incidentul a fost atât de serios încât a provocat concedierea scriitorului, neadmiterea lui în nicio funcție timp de două decenii și expulzarea din Uniunea Scriitorilor. De asemenea, Ivan Bodiul, Prim-secretar al Partidului Comunist din R.S.S. Moldovenească în acea perioadă, a dispus să-i fie aplicată o mustrare aspră directorului Editurii „Cartea Moldovenească”, Grigore Cernobrisov, și demiterea din funcții a celorlalte persoane care se făceau vinovate de apariția volumului.
În pofida confruntării cu regimul, a continuat să scrie despre viciile umane și sociale. În anul în care împlinea 50 de ani (1985), editura „Literatura Artistică” i-a făcut un omagiu și a tipărit volumul Rezonanțe, selecție din cuprinsul cărților editate anterior. În 1990 cartea Săgeți a fost reeditată, fiind completată cu versuri noi și fiindu-i modificat titlul în Săgeți. Carul cu proști și alte poeme.
Din 1980, la Teatrul Național „Vasile Alecsandri” din Bălți și Teatrul Republican de Păpuși „Licurici” i-au fost montate piesele Străinul, Drum deschis, Portretul, Logodna cu bucluc ș.a. Textele a patru piese au fost publicate în volumul Comedii, în 1988. Comedia Străinul a fost prezentată și la Televiziunea din Cernăuți și Ujgorod.

### Literatura pentru copii
Petru Cărare a fost cunoscut în mod special ca scriitor pentru copii. Versurile sale destinate copiilor și adolescenților sunt considerate de o integritate și valoare educațională deosebită. A publicat mai mult de zece cărți pentru copii, dezvoltând în unele din ele personajul Ionică Tropoțel, un copil un pic fricos și precaut, dar spiritual și destul de ingenios. În poeziile pentru copii, cu scopul de a educa și copiii și adulții, Cărare evidențiază prin dialoguri vii trăsături psihologice și modalități de existență și exprimare a copiilor.
A scris piesa Drum deschis, montată la Teatrul Republican de Păpuși „Licurici”.

### Traduceri, antologii și activitate târzie
Creația sa a fost tradusă în limba rusă și în alte limbi din fosta URSS: Дикая роза (1966), Весенние переливы (1979), Приключения Топтыжки (1982), Хитрый лягушонок (1983), Резонанс (1990), Между нами мужчинами (1991). Cărare însuși a tradus din operele lui Esop, Ivan Krîlov, Stepan Oleinik⁠(d), Samuil Marșak, Rasul Gamzatov, Sebastian Brant, Gianni Rodari, François Villon etc.
Creația sa a fost inclusă în numeroase antologii și culegeri, printre care Comoara fiecăruia (1984), Culegere de schițe și articole despre foametea din 1946-1947 din Moldova (1990), Pagini alese din literatura pentru copii (1993), Limba maternă – floare eternă (2000), Marea antologie a epigramei românești (2005), 101 epigramiști români (2011) ș.a.
În 1996, Cărare a fost acceptat în Uniunea Scriitorilor din România. În 1998, a publicat, într-o plachetă, poezia Eu nu mă las de limba noastră, dedicată consăteanului său Alexei Mateevici, autorul imnului Republicii Moldova. În 2004, a apărut volumul Scrieri alese, cu 320 de pagini ale creației scriitorului.

## Opera
Operă selectivă:
- Soare cu dinți, 1962
- Trandafir sălbatic, 1965
- Parodii, 1965
- Stele verzi, 1967
- Versuri, 1970
- Săgeți, 1972
- Oglinzi, 1974
- Între patru ochi, 1979
- Vatra, 1980
- Parodii și epigrame, 1981
- Versuri lirice și satirice, Rezonanțe, 1985
- Penița și bărdița, 1988
- Săgeți, carul cu proști și alte poeme (reeditat), 1990
- Fulgere basarabene, 1992
- Fulgere basarabene. Săgeata, 1997
- Eu nu mă las de limba noastră, de limba noastră cea română, 1997
- Leul n-are frigider, 2000
- Pălăria gândurilor mele, 2000
- Punctul de reper, 2000
- Puncte de reper, 2003
- Moldovenii în cer, 2004
- Scrieri alese, 2004

### Cărți pentru copii
Operă selectivă:
- Cale bună, Ionele!, 1962
- Poiana veselă, 1963
- Ploaie cu soare, 1964
- Vînătorul, 1965
- Ce culoare are vîntul?, 1968
- Umbrela, 1970
- Ionică Tropoțel, 1978
- Urzicuțe, 1979
- Vacanța lui Tropoțel, 1980
- Broasca cea isteață
- Luminișuri, 1983
- Tropoțel ajunge primul, 1985
- Zurgălăi
- Tropoțel și toți ceilalți, 1987
- Zâmbăreți și cucuieți, 1990
- În ajun de Anul Nou, 1992
- Umbreluța, 1994
- Un motan citea o carte, 2002
- Bună dimineața!, 2003

### Proză
- Zodia musafirului, 1970
- Între patru ochi, 1979

## Distincții
Petru Cărare a fost decorat cu următoarele distincții:
- Titlul onorific „Maestru al literaturii” (1994)
- Medalia „Mihai Eminescu” (1996)
- Premiul Național pentru Literatură (2000)
- Premiul „Opera omnia” al Uniunii Scriitorilor din Moldova (2008)
- Ordinul Republicii (2010), acordat de Președintele Republicii Moldova Mihai Ghimpu

## Viață personală
Petru Cărare a fost căsătorit cu Valentina Cărare din 1961. În 1962 s-a născut primul lor copil, Mihai, iar în 1964 s-a născut al doilea fecior, Sandu. În ultimii ani ai vieții, nu apărea în public, locuind cu soția sa într-un apartament din Chișinău. Era vizitat ocazional de politicieni și scriitori, care îi aduceau medicamente. Poetul a decedat în dimineața zilei de 27 mai 2019.